# Ilha Diana (Santos)

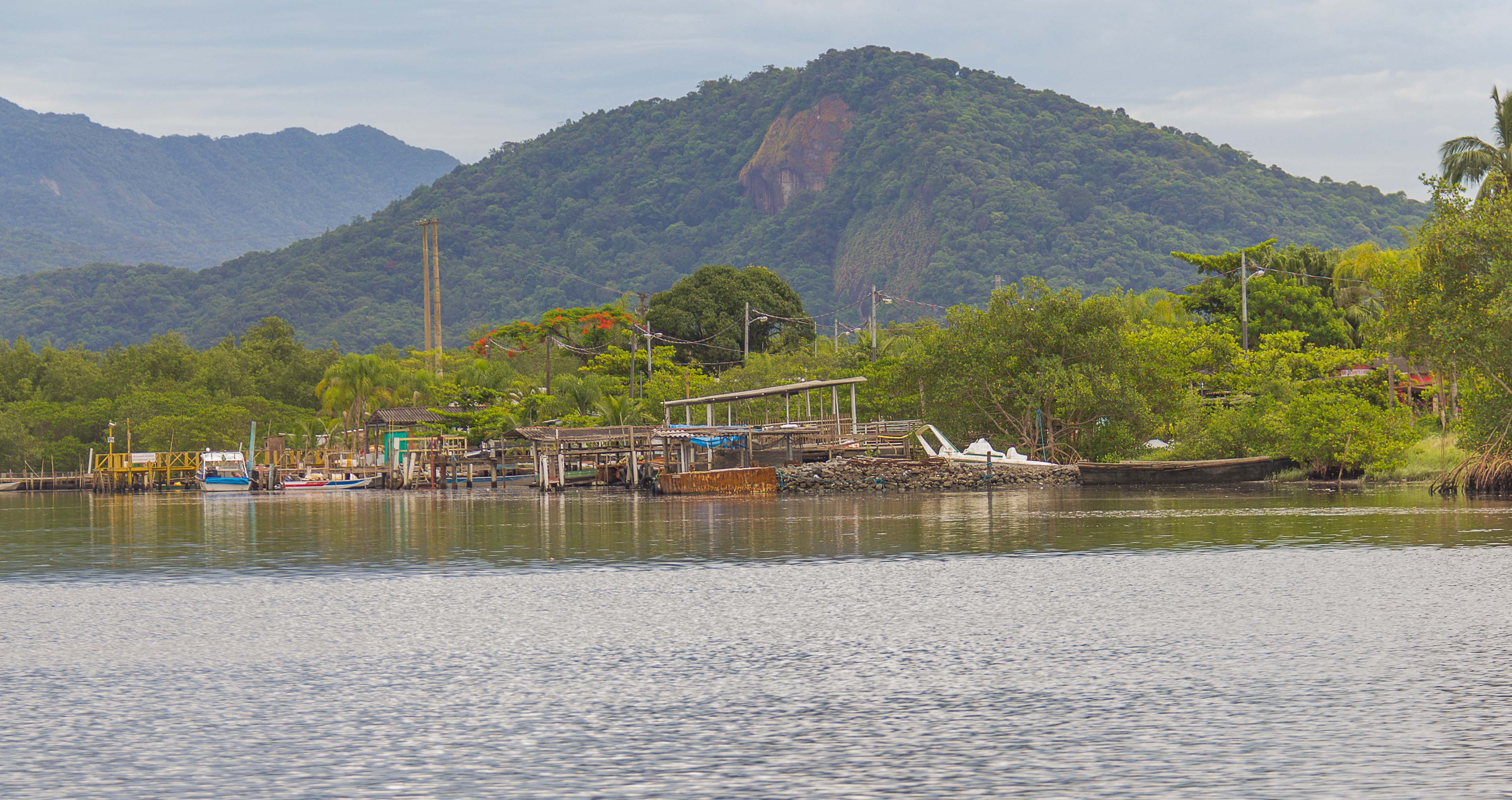
Ilha Diana

Ilha Diana é um bairro localizado na parte continental da cidade de Santos, com acesso somente de barco.
A Ilha Diana, uma das únicas colônias de pescadores ainda existentes na região, fica na área continental de Santos. Antigamente, a ilha era chamada de Ilha dos Pescadores. Situada no rio Diana, no caminho de Bertioga para quem sai de Santos e contorna as instalações da Base Aérea de Santos, esta ilhota aos poucos incorporou o nome do rio e, de Ilha dos Pescadores no Rio Diana passou a Ilha do Diana e, para simplificar de vez, Ilha Diana. No local, vivem atualmente 56 famílias. O lugar tem como padroeiro Bom Jesus de Iguape devido aos primeiros moradores, que vieram da desocupação da Base Aérea, serem naturais de Iguape.